# Sedum pulvinatum
Sedum pulvinatum är en fetbladsväxtart som beskrevs av Robert Theodore Clausen. Sedum pulvinatum ingår i Fetknoppssläktet som ingår i familjen fetbladsväxter. Inga underarter finns listade i Catalogue of Life.